# ベイビー・アイラブユー
「ベイビー・アイラブユー」は、日本のシンガーソングライターTEEの楽曲である。彼の2枚目のシングルとして2010年10月27日に、ユニバーサルシグマから発売された。この曲はTEE、HIRO、今井了介により書かれ、今井によってプロデュースされている。音楽的にはラブソングであると指摘されている。TEEの代表曲でもあり、多くのアーティストにカヴァーされている。

## 背景
「ベイビー・アイラブユー」はTEEがインディーズ時代に発表したミニ・アルバム『Palette』に収録された「Baby I Love U」をリメイクしたものである。TEEにとっては初のラブソングとなる。
「ベイビー・アイラブユー」はTBS系の音楽番組『COUNT DOWN TV』と読売テレビの「Music&Entertainment ガチカメ」2010年10月度エンディングテーマ/2010年10月度Monthly A Music。カップリングの「がんばれよ」は青山商事「洋服の青山」CMソングとして起用された。
「ベイビー・アイラブユー」の、カバー版を含めた累計売上は1000万ダウンロードを超える。

## 批評
『WHAT's IN?』の大野貴史は、"ゆったりしたテンポのアコースティックなバラード"と評し、「ビター・スイートな歌声で大切な君への思いを吐露するラブ・ソングだ」とコメントした。

## ミュージック・ビデオ
監督は三木孝浩。矢野未希子が出演している。

## 収録曲
| #         | タイトル                   | 作詞      | 作曲                    | 編曲      | 時間  |
| --------- | -------------------------- | --------- | ----------------------- | --------- | ----- |
| 1.        | 「ベイビー・アイラブユー」 | TEE       | HIRO、TEE、Ryosuke Imai |           | 5:08  |
| 2.        | 「ファイター」             | TEE       | GIRA MUNDO、TEE、imai   |           | 3:29  |
| 3.        | 「がんばれよ」             | TEE       | UTA、TEE                | Imai      | 4:59  |
| 合計時間: | 合計時間:                  | 合計時間: | 合計時間:               | 合計時間: | 13:36 |

## チャート
| チャート（2010年）       | 最高 順位 |
| ------------------------ | --------- |
| Billboard Japan Hot 100  | 2         |
| RIAJ有料音楽配信チャート | 6         |
| オリコン週間             | 22        |

## 収録作品・カバー
| 発売日         | タイトル | 規格品番                      |
| -------------- | --- | ----------------------------- |
| 2010年11月17日 | オリジナルアルバム『Kido I Raku』 | UMCK-9396 UMCK-1372           |
| 2010年12月15日 | DJ KAORI『DJ KAORI'S JMIX IV』 | UMCK-1367                     |
| 2011年05月04日 | 『着ラブ2』 | UICZ-8084                     |
| 2011年07月20日 | シェネル『ラブ・ソングス』 英語でカヴァーしている。のちに二人でこの曲を日本語と英語でデュエットしている。                                | TOCP-71091                    |
| 2011年08月03日 | 『ベスト・ミックス ～サマー・パーティー～』＜Remix＞                                                                                     | AVCD-38309                    |
| 2011年09月14日 | SPICY CHOCOLATE『渋谷 RAGGA SWEET COLLECTION』                                                                                           | UICV-1015                     |
| 2011年11月09日 | ミニアルバム『Baby I Love You』 (love with シェネル)                                                                                     | UMCK-1407                     |
| 2011年11月30日 | 『J-COVER★TECHNO POP Vol.1』 | DLCR-11112                    |
| 2011年12月14日 | 『V.I.P. ホット・R&B / ヒップホップ / ダンス・トラックス8』(DJ KOMORI Remix)                                                             | TOCP-64405                    |
| 2011年12月21日 | 『アイのうた4』 | UICZ-8094                     |
| 2011年12月28日 | 『V.I.P. ホット・R&B / ヒップ・ホップ / ダンス・トラックス DVD MIX2』(DJ KOMORI Remix)                                                   | TOBW-3385                     |
| 2012年01月11日 | 『.LOVE tender』 | AQCD-50634                    |
| 2012年01月25日 | 『スウィート・ラヴ・ソングス』(シェネル)                                                                                                 | TOCP-71218                    |
| 2012年01月25日 | 『クリスタル・ラブソングス-オルゴール・ラブソング・コレクション-』                                                                       | UICZ-4255                     |
| 2012年02月08日 | 『ラブバラード』 | CRCI-20764                    |
| 2012年03月28日 | DJ KAORI『DJ KAORI'S JMIX V』(love with シェネル)                                                                                        | UMCK-1410                     |
| 2012年04月04日 | シェネル『ストーリー』(-Winter Ver.-) | TOCP-40195 TOCP-40196         |
| 2012年04月25日 | 『ベスト・ウーマン 2012』(シェネル) | TOCP-71281                    |
| 2012年04月25日 | 『ダンスホール・ラヴァーズ J-カヴァーズ』(シェネル Dancehall Refix)                                                                      | TOCP-64412                    |
| 2012年08月01日 | 『V.I.P. presents パーティー・カヴァーズ』(DJ KOMORI Remix)                                                                              | TOCP-64415                    |
| 2012年10月17日 | MIHIRO 〜マイロ〜（HIRO）『I'm Just A Singer ～ for LOVERS ～』(セルフカバー)                                                            | RZCD-59191B RZCD-59192        |
| 2012年11月21日 | 『カバーズ・コレクション』(シェネル) | UICZ-8105                     |
| 2012年11月28日 | DJ CHANEEL『ヘビロテMIX～60Hits Collection～』                                                                                           | MCAS-0006                     |
| 2012年12月05日 | 『アイのうた5』(love with シェネル) | UICZ-8106                     |
| 2012年12月12日 | 『想いでソングス～Special Diary～』 | MCAS-0007                     |
| 2013年01月30日 | 『幸せを呼ぶラブ・ソング・ベスト』(シェネル)                                                                                             | TOCP-71447                    |
| 2013年02月20日 | 『女子会mix2～おしゃれミーティングベスト～』                                                                                             | MCAS-0010                     |
| 2013年06月05日 | 『ハッピー・ソング』 | CRCI-20780                    |
| 2013年06月05日 | 『ラブラブラブラブラブソング』 | CRCP-40342                    |
| 2013年06月05日 | 『想いでソングス 胸キュン涙うた集～セツナソング&ハッピーソング番外編～』                                                                 | STEAD-00002                   |
| 2013年07月31日 | 『ドライヴが100倍楽しくなるガールズ・ポップ』(シェネル)                                                                                  | TOCP-71505                    |
| 2013年08月28日 | DJ YU-KI『パーティー・アンセム-サンシャイン・メガミックス- mixed by DJ YU-KI』(Remix)                                                    | VICP-65166                    |
| 2013年09月11日 | 『最高に幸せなラヴ・ソングス』(シェネル)                                                                                                 | TOCP-71502                    |
| 2013年09月18日 | 『大切な人と聴きたい15のラブソング』 | UICZ-8128                     |
| 2013年09月18日 | SPICY CHOCOLATE『渋谷 RAGGA SWEET COLLECTION 3』                                                                                         | UICV-1028                     |
| 2013年10月02日 | ザ・ユナイテッド『ウィー・アー・ザ・ユナイテッド』(英語でカヴァー)                                                                       | FARM-0350 FARM-0351           |
| 2013年10月30日 | 『V.I.P. ホット・R&B/ヒップホップ/ダンス・トラックス 10TH ANNIVERSARY BEST』(シェネル)                                                   | TYCP-60051                    |
| 2013年11月06日 | 『クリスマスが100倍楽しくなるパーティー・ミックス』(ウィンター・ヴァージョン)                                                            | TOCP-64417                    |
| 2013年12月25日 | 『I LOVE PARTY POP』(DJ KOMORI REMIX) | UICZ-1511                     |
| 2014年01月15日 | 『J-POP THE WORLD』(シェネル) | TYCP-60092                    |
| 2014年01月29日 | DJ GEORGIA『Sweet Grande 3 mixed by DJ GEORGIA (CLIFF EDGE)』                                                                            | KICS-3012                     |
| 2014年02月05日 | 『J-POP ヒット・ベスト』 | CRCI-20788                    |
| 2014年02月19日 | ミッツィー申し訳 aka DJ Michelle Sorry『The男子音楽厨房 TOKYO PREMIUM J-POP DJ MIX Mixed by ≪ミッツィー申し訳≫ a.k.a DJ Michelle Sorry』 | TYCN-60083                    |
| 2014年07月23日 | 『アイのうた Bitter Sweet Tracks→mixed by Q;indivi+』                                                                                    | UICZ-8152                     |
| 2014年09月03日 | oonlight Jazz Blue『カフェで流れるラブバラード20 SWEET JAZZ PIANO COVERS』                                                               | SCCD-0306                     |
| 2014年09月03日 | DJ HIROKI『WE LOVE J-POP ～BEST～ Mixed by DJ HIROKI』                                                                                   | GRVY-062                      |
| 2014年11月12日 | 『WonderLand CHRISTMAS』 | SICP-4319                     |
| 2015年04月22日 | ベストアルバム『Tee time ～コラボ・ベスト～』(love with シェネル)                                                                        | UMCK-1506                     |
| 2015年04月29日 | 樫木裕実『メガヒットカーヴィーで美やせ ～シェネル「ベイビー・アイラブユー」編～』                                                        | UMBK-9286 UMBK-9291 UMBK-1219 |
| 2015年05月27日 | DJ FUMI★YEAH!『J-PARTY mixed by DJ FUMI★YEAH!』(DJ KAORI REMIX)                                                                          | UPCH-2031                     |
| 2015年06月24日 | DJ YU-KI『J-LOVERS MIX mixed by DJ YU-KI』                                                                                               | UICZ-8165                     |
| 2015年09月02日 | 『Sweet Mix J-REGGAE ONLY』 | ZLCP-0265                     |
| 2015年09月16日 | 『確かに本気の恋だった。』 | SRCL-8886                     |
| 2015年09月30日 | 神ボーイズ『Baby I Love You』 |                               |
| 2015年11月18日 | クリシア『in love?』 | UPCH-7055 UPCH-7080           |
| 2016年01月27日 | 『想いを伝える15のラブソング』(シェネル)                                                                                                 | UICZ-8173                     |
| 2016年03月30日 | CODE-V『Love&Harmony』 | MUCD-8072 MUCD-1349           |
| 2016年03月30日 | 古内東子『Toko Furuuchi with 10 legends』(feat. TEE)                                                                                     | UMCK-1534                     |
| 2018年11月14日 | fumikaアルバム『COVER LIFE』 | YRCN-95296                    |
| 2021年07月23日 | キム・セジョン『Baby I Love U』 |                               |